# Verbe à particule
Un verbe à particule est un mot composé constitué d'un verbe de base associé à un élément d'origine non verbale (la « particule ») qui en complète ou en modifie le sens. La particule peut tirer son origine d'un adverbe ou d'une adposition, moins souvent d'un nom ou d'un adjectif.
Les verbes à particule sont particulièrement typiques de la grammaire des langues germaniques, bien qu'ils ne soient pas limités à cette famille de langues. L'allemand et le néerlandais se caractérisent par des règles complexes qui régissent la position de la particule dans la proposition.
Le français utilise peu cette structure grammaticale, mais en a néanmoins quelques exemples tels que courir sus, mettre bas, passer outre, tomber sur, etc.

## Limites de la notion
L'étendue de la notion de verbe à particule et la terminologie correspondante varient notablement selon les traditions de description grammaticale des langues concernées.
Il ne faut pas confondre les verbes à particule et les verbes prépositionnels, dont le complément se construit avec une ou diverses prépositions (ou, plus généralement, adpositions). Dans le premier cas, la particule est une partie intégrante de l'élément verbal au sens duquel elle contribue, tandis que dans le second cas, la préposition fait partie du groupe nominal et dépend de la présence et du sens de celui-ci.
Généralement, on ne considère pas non plus comme verbes à particules les locutions verbales constituées d'un verbe de sens très général (du genre faire, mettre, prendre, porter) et d'un complément qui porte l'essentiel du sens.

## Sémantique des verbes à particule
Le sens d'un verbe à particule peut souvent se déduire assez facilement de celui de ses éléments. Quelques exemples :
- en allemand : kommen « venir » + an « à, vers » → ankommen « arriver »
- en néerlandais : gaan « aller » + uit « dehors » → uitgaan « sortir »
- en anglais : take « prendre » + off « au loin » → take off « enlever »
- en wallon : rider « glisser » + djus « en bas, à terre » → rider djus « tomber en glissant »

Il est cependant très fréquent que l'ensemble se lexicalise en prenant un sens spécifique qui n'est pas réductible à celui de ses constituants. Par exemple, take off, cité ci-dessus, a également en anglais le sens de « décoller » (pour un avion).
À l'extrême, il y a perte de contact entre le sens du verbe à particule et celui du verbe de base duquel il dérive. Par exemple, l'allemand aufgeben et l'anglais give up, signifiant tous deux « abandonner, renoncer » se composent d'un verbe de base dont le sens est « donner » (allemand geben, anglais give) et d'une particule adverbiale indiquant une position sur ou un mouvement vers le haut (allemand auf-, anglais up). De même, l'allemand verstehen et l'anglais understand expriment tous deux la notion de « comprendre » à partir de l'idée de « se tenir debout » (respectivement stehen en allemand et stand en anglais).

## Les verbes à particule dans les langues germaniques

### Allemand
En grammaire allemande, la notion de verbe à particule est traditionnellement conçue de façon très large et s'étend à tout verbe comportant un élément supplémentaire modifiant un verbe de base. Comme la particule précède systématiquement le verbe de base à l'infinitif, certains grammairiens préfèrent la qualifier du terme plus spécifique de « préverbe ».
Dans cette conception, on distingue trois types de particule selon leur syntaxe et leur possibilité de porter l'accent tonique :
- les particules inséparables (untrennbare Partikeln), inaccentuées, qui sont en fait des préfixes non susceptible d'existence indépendante, indissolublement liés au verbe de base qu'ils modifient ;
- les particules séparables (trennbare Partikeln), accentuées, et qui dans certains contextes syntaxiques ne sont pas adjacentes au verbes modifié (phénomène de tmèse). Leur liste n'est pas fermée ;
- les particules mixtes, qui peuvent adopter l'un ou l'autre de ces comportements.

Les particules inséparables sont be-, ent- (et sa variante emp-), er-, ge-, miss-, ver-, zer-. Quoiqu'en nombre fini et limité, les particules inséparables sont très productives, et forment parfois sur certains verbes de base des séries entières de dérivés. Par exemple, à partir de fallen « tomber » se forment befallen « envahir, infester », entfallen « échapper », gefallen « plaire », missfallen « déplaire », verfallen « se délabrer, se périmer, déchoir », zerfallen « tomber en ruine ». Leur sens tend vers l'abstrait, et la sémantique du verbe à particule inséparable est souvent difficile à déduire de sa composition ; il est néanmoins possible de dégager des tendances générales :
- be- : S'emploie également pour rendre un verbe transitif ;
- ent- (et sa variante emp- dans le verbes empfangen « recevoir », empfehlen « recommander », empfinden « ressentir ») ;
- er- indique souvent un commencement ou l'entrée dans un état (sens inchoatif) : rot « rouge » → erröten « rougir (devenir rouge) », finden « trouver » → erfinden « inventer », kennen « connaître » → erkennen « reconnaître » ;
- ge- :
- miss- indique généralement un échec, une faute ou un manque : trauen « se fier » → misstrauen « se méfier » ;
- ver- peut indiquer une transformation (sens causatif) : besser « meilleur, mieux » → verbessern « améliorer » . Il peut également être négatif ou péjoratif : bieten « offrir, proposer » → verbieten « interdire ». Le rapport de sens est souvent perceptible mais difficile à préciser : brauchen « avoir besoin de » → verbrauchen « consommer », dienen « servir (une personne) » → verdienen « mériter, gagner (de l'argent) », bergen « abriter, couvrir, sauvegarder » → verbergen « cacher » ;
- zer- indique généralement une destruction : stören « déranger » → zerstören « détruire », reißen « déchirer » → zerreißen « mettre en pièces », legen « mettre (en position couchée) » → zerlegen « démonter, disséquer, décomposer (en éléments) ».

Les particules inséparables restent liées à leur verbe en toute circonstance. Elles empêchent l'ajout du préfixe ge- au participe passé.
Les particules séparables sont beaucoup plus nombreuses ; leur liste n'est pas fermée. Elles sont souvent (mais pas systématiquement) de sens plus concret que les particules inséparables.
Les particules séparables se placent en fin de proposition (grammaire), devant le verbe concerné quand il s'y trouve aussi, ce qui est le cas pour les verbes conjugués en proposition subordonnée, ou pour les infinitifs et participes associés à un verbe auxiliaire ou modal. La particule est alors liée à son verbe dans l'orthographe. Exemples avec mitmachen « participer » (avec mit- séparable) :
- Er will bei dem Spiel mitmachen. « Il veut participer au match. »
- Er wird bei dem Spiel mitmachen. « Il participera au match. »
- Er hat bei dem Spiel mitgemacht. « Il a participé au match. »

En proposition indépendante ou principale, le verbe est se met en deuxième position - ou en première position en cas d'interrogation directe. La particule se détache alors de son verbe et reste en fin de proposition :
- Er macht bei dem Spiel mit. « Il participe au match. »
- Macht er bei dem Spiel mit? « Participe-t-il au match ? »

Les particules séparables n'empêchent pas l'ajout du préfixe ge- au participe passé.
Les particules mixtes sont durch-, um-, über-, unter-, voll-, wieder- et wider-. Elles sont tantôt inséparables et tantôt séparables selon les verbes ; pour certains d'entre eux, il existe des différences de sens liées au caractère séparable ou non de la particule. Par exemple, übersetzen signifie « faire traverser » avec über- séparable, mais « traduire » avec über- inséparable ; umstellen signifie « déplacer » avec um- séparable, mais « entourer » avec um- inséparable. Les particules mixtes s'emploient comme suit :
- durch- exprime le passage à travers. Séparable : Inséparable : schwimmen « nager » → durchschwimmen « traverser à la nage »
- um- exprime, quand elle est séparable, un changement d'état, de position ou de direction : ziehen « tirer » → umziehen « déménager », kehren « tourner le dos » → umkehren « faire demi-tour » kommen « venir » → umkommen « périr, décéder ». Inséparable, elle exprime l'idée d'entourer ou de contourner : fahren « conduire, aller (en voiture) » → umfahren « contourner (en voiture) », Arm « bras » → umarmen « donner une brassée », Mauer « mur » → ummauern « enclore de murs »
- über- exprime la position ou le mouvement vers le haut. séparable : Inséparable :
- unter- exprime la position ou le mouvement vers le bas. Séparable : Inséparable : schreiben « écrire » → unterschreiben « signer »
- wieder- exprime la répétition (aspect itératif), de façon comparable au français re-, et fonctionne le plus souvent comme particule séparable ; mais elle est inséparable dans quelques cas (ex. wiederholen « répéter »). Il existe par ailleurs une particule homophone wider- qui exprime l'opposition ou la correspondance : stehen « se tenir debout » → widerstehen « résister », sprechen « parler » → widersprechen « contredire », Spiegel « miroir » → widerspiegeln « refléter ». Les deux particules ont en fait la même étymologie[réf. nécessaire] ; l'orthographe fait une distinction purement écrite destinée à clarifier la différence des significations.

Certains verbes n'existent qu'associés à des particules. Par exemple, il existe les verbes gelingen « réussir » et misslingen « rater », mais pas de verbe *lingen tout court.

### Anglais
En grammaire anglaise, les verbes à particule sont appelés phrasal verbs.
Il existe environs une centaine de particules en anglais. Voici une liste détaillée, mais incomplète des particules.
- about , about with
- above
- across, across at, across for
- after
- against
- ahead
- along, along with
- apart
- around, around to, around with
- as
- aside
- at
- away, away at, away from, away with
- back, back at, back on, back to
- before
- behind
- below
- by
- down, down as, down for, down on, down to, down with
- for
- forth
- forward, forward to, forward with
- from
- in, in for, in on, in to, in with
- into
- of
- off, off against, off for, off on, off with
- on, on at, on for, on to, on with
- out, out at, out for, out of, out on, out with
- over, over on, over with
- past
- round
- through, through with
- to
- together
- towards
- under
- up, up against, up for, up on, up to, up with
- upon
- with
- without

### Néerlandais
Le système des verbes à particule en néerlandais est très comparable à celui de l'allemand.

## Autres langues

### Wallon
Le wallon est un des rares parlers latins à employer massivement des verbes à particules, à l'instar des langues germaniques limitrophes.
Les trois particules les plus concernées sont  djus « à terre, vers le bas »  evoye « absent, loin de » et foû « hors de » 
Dans la majorité des cas, le sens peut se déduire assez facilement :
- moussî « entrer » + foû « hors de » → moussî foû « sortir de ». Exemple: C' est par la k' il ont moussî foû « C'est par là qu'ils sont sortis »
- bouxhî « frapper » + djus « en bas/vers le bas » → bouxhî djus « renverser, abattre, détruire » Exemple: : Les mwins des våréns ni m’ bouxhront nén djus « Les mains des vauriens ne m'abattront pas »

Cependant, il existe un certain nombre d'exemples dont le sens n'est pas aussi évident à saisir du premier coup d'œil :
- houkî « appeler » + foû « hors » → houkî foû « attirer à l'extérieur » Exemple: : Li bê solo houke tot l' monde foû.[2] « Le beau soleil amène tout le monde dehors. »[3]